# Oskar Šavli
Oskar Šavli, slovenski politik in publicist, * 14. februar 1914, Koper, † 1997, Ljubljana. 
Leto dni po njegovem rojstvu se je družina preselila v Maribor. Na ljubljanski Filozofski fakulteti je diplomiral iz filozofije. Med študijem se je povezal z naprednimi levičarskimi društvi in se udeleževal demonstracij proti Jevtićevemu in Stojadinovićevemu režimu, zaradi česar so ga za krajši čas večkrat aretirali. Postal je predsednik Društva primorskih visokošolcev. Po študiju ni dobil dela, zaradi česar je odšel v Beograd, se preživljal z inštrukcijami, nato pa se po odsluženju vojaškega roka 1940 zaposlil v učiteljskem domu v Mariboru kot vzgojitelj. Istega leta je bil sprejet v Komunistično partijo Slovenije. Po nemškem napadu na Jugoslavijo je bil junija istega leta izseljen v Srbijo.
Septembra 1941 je samoiniciativno vstopil v Čajetinsko četo Šumadijskega partizanskega bataljona. Ko se je v Rudu osnovala 1. proleterska brigada, je najprej postal politkomisar, nato pa politdelegat tako imenovane slovenske čete petega bataljona. Oskar Šavli - Silvo (Jakob) je bil - tako kot tudi vsi (ki so 21. januarja 1942 preživeli nemški napad na Pjenovcu) iz slovenske čete - udeleženec Igmanskega marša in bil nato v Foči z ostalimi (preživelimi) Slovenci dodeljen zaščitni četi vrhovnega štaba jugoslovanske partizanske vojske vse do 3. avgusta 1942, ko so bili poslani v Slovenijo. Na pot so odšli preživeli: Oskar Šavli, Albin Pibernik s sinom Albinom, Feliks Trček, Anton Milič, Ivan Manfreda, Pavle Žaucer, Vinko Zevnik in Miha Hrašovec.
Oskar Šavli je bil septembra in oktobra 1942 član štaba udarne Tomšičeve brigade, odgovarjal je za agitprop in Partijo. Od novembra 1942 do marca 1944 je bil član Pokrajinskega komiteja KPS za Gorenjsko. Leta 1943 se je udeležil Zbora odposlancev slovenskega naroda v Kočevju. Zatem je bil predavatelj v pokrajinski partijski šoli na Primorskem. Od marca 1944 do marca 1945 je bil član agitpropa komisije CK KPS pod vodstvom Vide Tomšič. Nekaj časa je bil tudi urednik Ljudske pravice. Od marca 1945 do osvoboditve je bil član Pokrajinskega narodnoosvobodilnega odbora za Primorsko, nakar se je vrnil v Ljubljano. 
Po vojni je bil inštruktor na Upravi za agitacijo in propagando CK KPS, nato pa redaktor pri Cankarjevi založbi do 1948 in predavatelj v partijski šoli CK KPS.
Je nosilec spomenice 1941 in odlikovanj: red bratstva in enotnosti 2. stopnje, red zaslug za ljudstvo 2. stopnje in red za hrabrost. 